# Барон Киллён

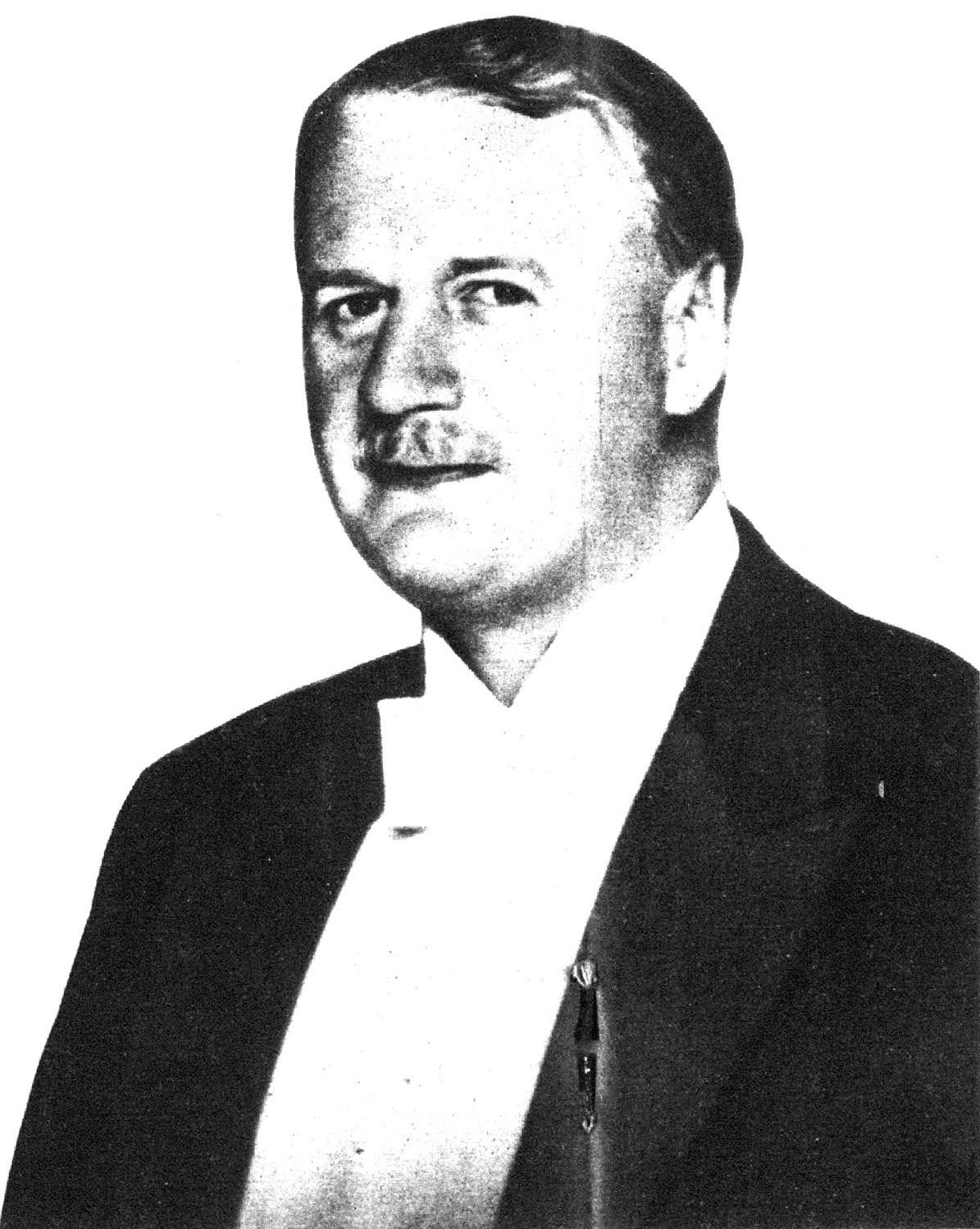
Майлс Веддербёрн Лэмпсон, 1-й барон Киллеарн

Барон Киллён из Киллёна в графстве Стерлингшир — наследственный титул в системе Пэрства Соединённого королевства. Он был создан 17 мая 1943 года для британского дипломата, сэра Майлса Лэмпсона (1880—1964). Он был вторым сыном Нормана Лэмпсона, младшего сына Кертиса Лэмпсона, 1-го баронета из Роуфэнта (1806—1885). Старший сын лорда Киллёна, Грэм Кертис Лэмпсон, 2-й барон Киллён (1919—1996), наследовал титул 4-го баронета после смерти в 1971 году сэра Кертиса Джорджа Лэмпсона, 3-го баронета (1890—1971). После смерти 2-го барона Киллеарна титулы барона и баронета наследовал его сводный брат, Виктор Майлс Джордж Олдос Лэмпсон, 3-й барон Киллён (род. 1941).
Титул баронета Лэмпсона из Роуфэнта в графстве Суссекс был создан в Баронетстве Соединённого королевства 16 ноября 1866 года для англо-американского бизнесмена Кертиса Миранды Лэмпсона (1806—1885). Его внук, сэр Кертис Джордж Лэмпсон, 3-й баронет (1890—1971), был автором, журналистом и исследователем. Он изучал, в частности, Центральную и Западную Африку. После его смерти в 1971 году титул унаследовал его родственник, вышеупомянутый Грэм Кертис Лэмпсон, 2-й барон Киллён, 2-й барон Киллён (1919—1996).

## Бароны Киллён (1943)
- 1943—1964: Майлс Веддербёрн Лэмпсон, 1-й барон Киллён (24 августа 1880 — 18 сентября 1964), сын Нормана Джорджа Лэмпсона (1850—1894)[1];
- 1964—1996: Грэм Кертис Лэмпсон, 2-й барон Киллён (28 октября 1919 — 27 июля 1996), единственный сын предыдущего от первого брака[2];
- 1996 — настоящее время: Виктор Майлс Джордж Олдос Лэмпсон, 3-й барон Киллён (род. 9 сентября 1941), сводный брат предыдущего, единственный сын 1-го барона от второго брака[3];
  - Наследник титула: достопочтенный Майлс Генри Морган Лэмпсон (род. 10 декабря 1977), старший сын предыдущего[4];
    - Наследник наследника: Альфред Виктор Кристофер Лэмпсон (род. 22 сентября 2009), старший сын предыдущего[5].

## Баронеты Лэмпсон из Роуфэнта (1866)
- 1866—1885: Сэр Кертис Миранда Лэмпсон, 1-й баронет (21 сентября 1806 — 12 марта 1885), сын Уильяма Лэмпсона (1761—1827)[6];
- 1885—1899: Сэр Джордж Кертис Лэмпсон, 2-й баронет (12 июня 1833 — 7 ноября 1899), старший сын предыдущего[7];
- 1899—1971: Сэр Кертис Джордж Лэмпсон, 3-й баронет (23 января 1890—1971), единственный сын предыдущего[8];
- 1971—1996: Сэр Грэм Кертис Лэмпсон, 4-й баронет (28 октября 1919 — 27 июля 1996), единственный сын Майлса Веддербёрна Лэмпсона, 1-го барона Киллёна, барон Киллён с 1964 года.

Дальнейшие баронеты являлись баронами Киллерн.